# Marsdenia australis
Marsdenia australis là một loài thực vật có hoa trong họ La bố ma. Loài này được (R. Br.) Druce mô tả khoa học đầu tiên năm 1917.

## Hình ảnh

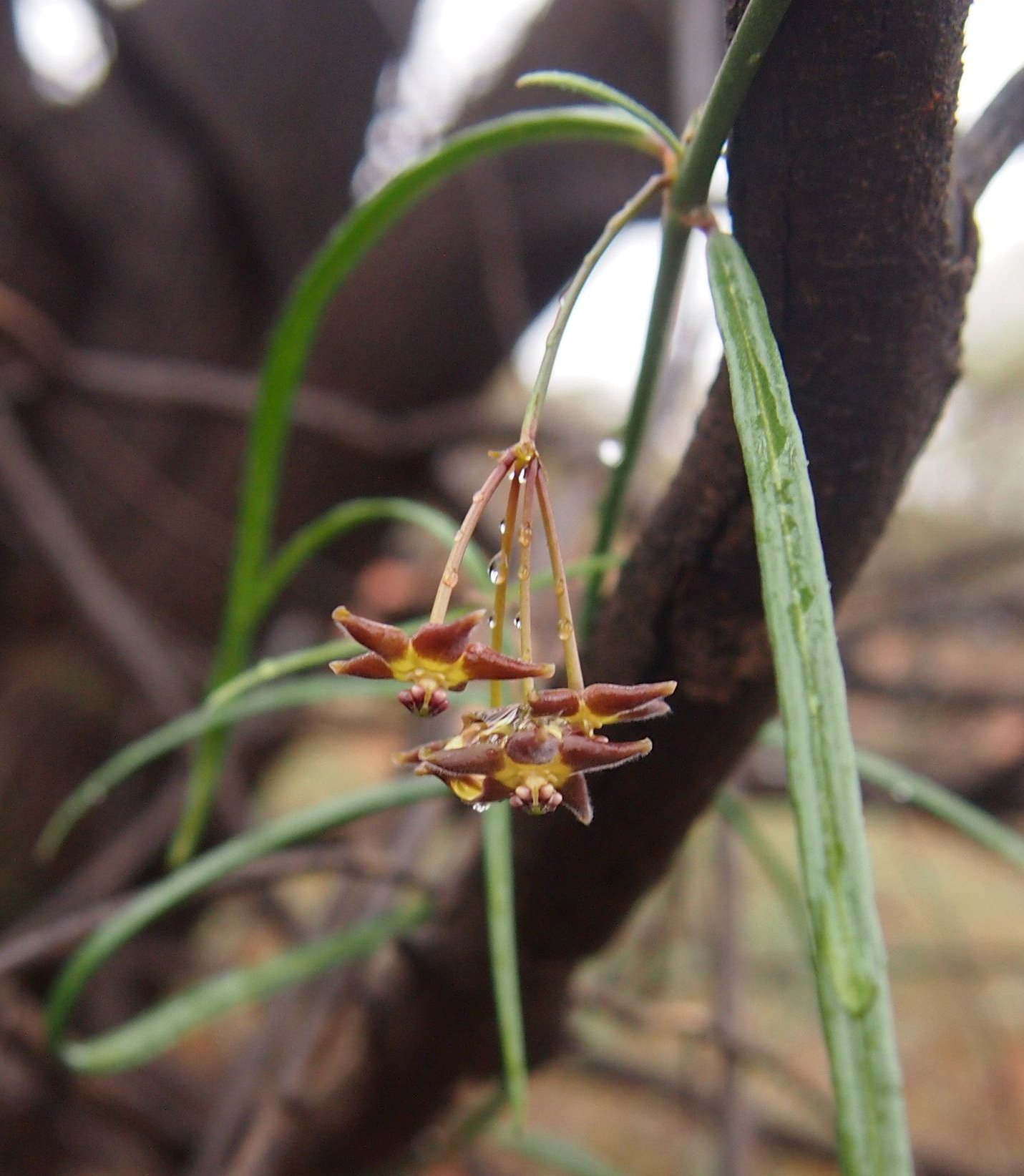
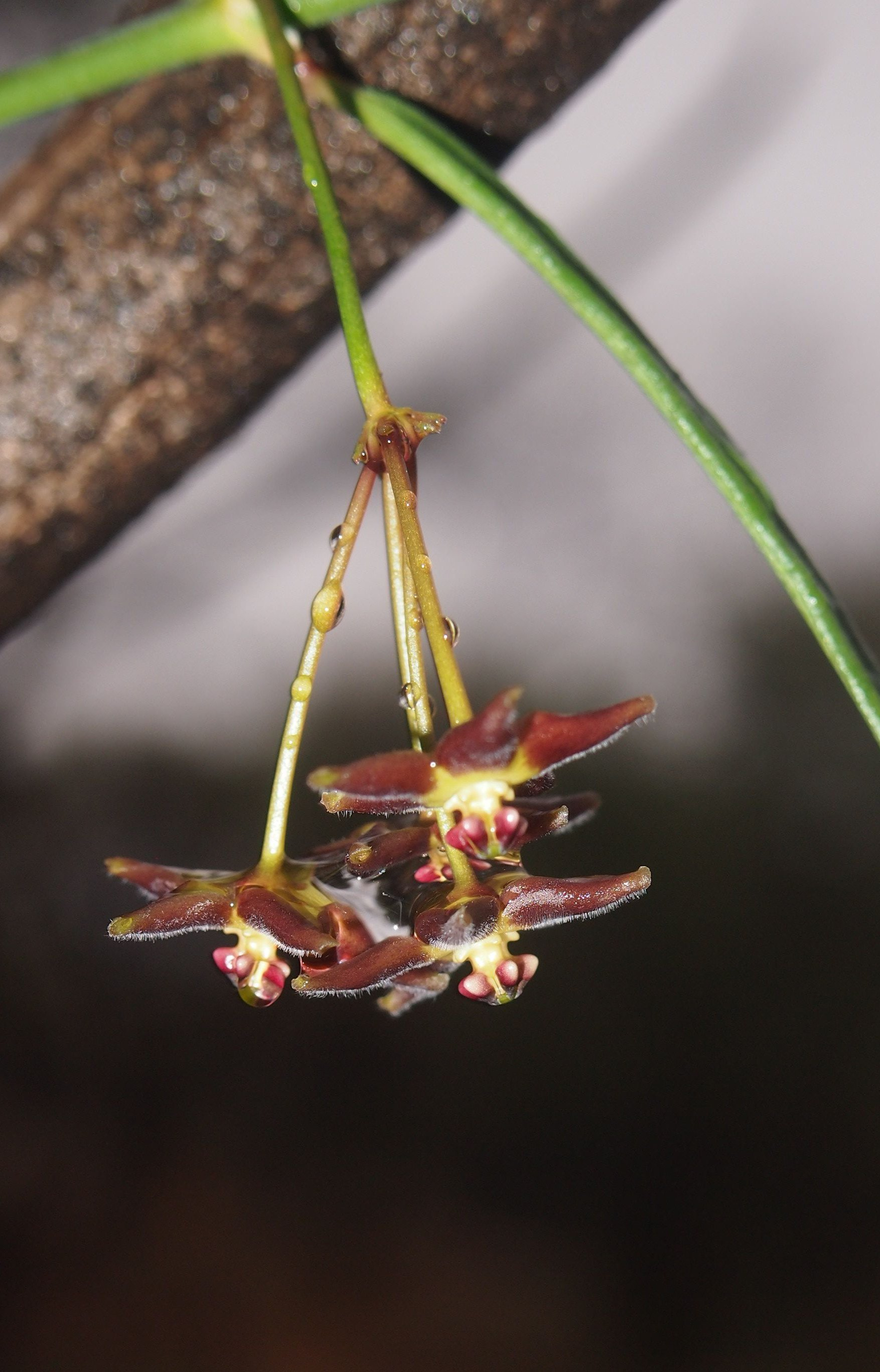
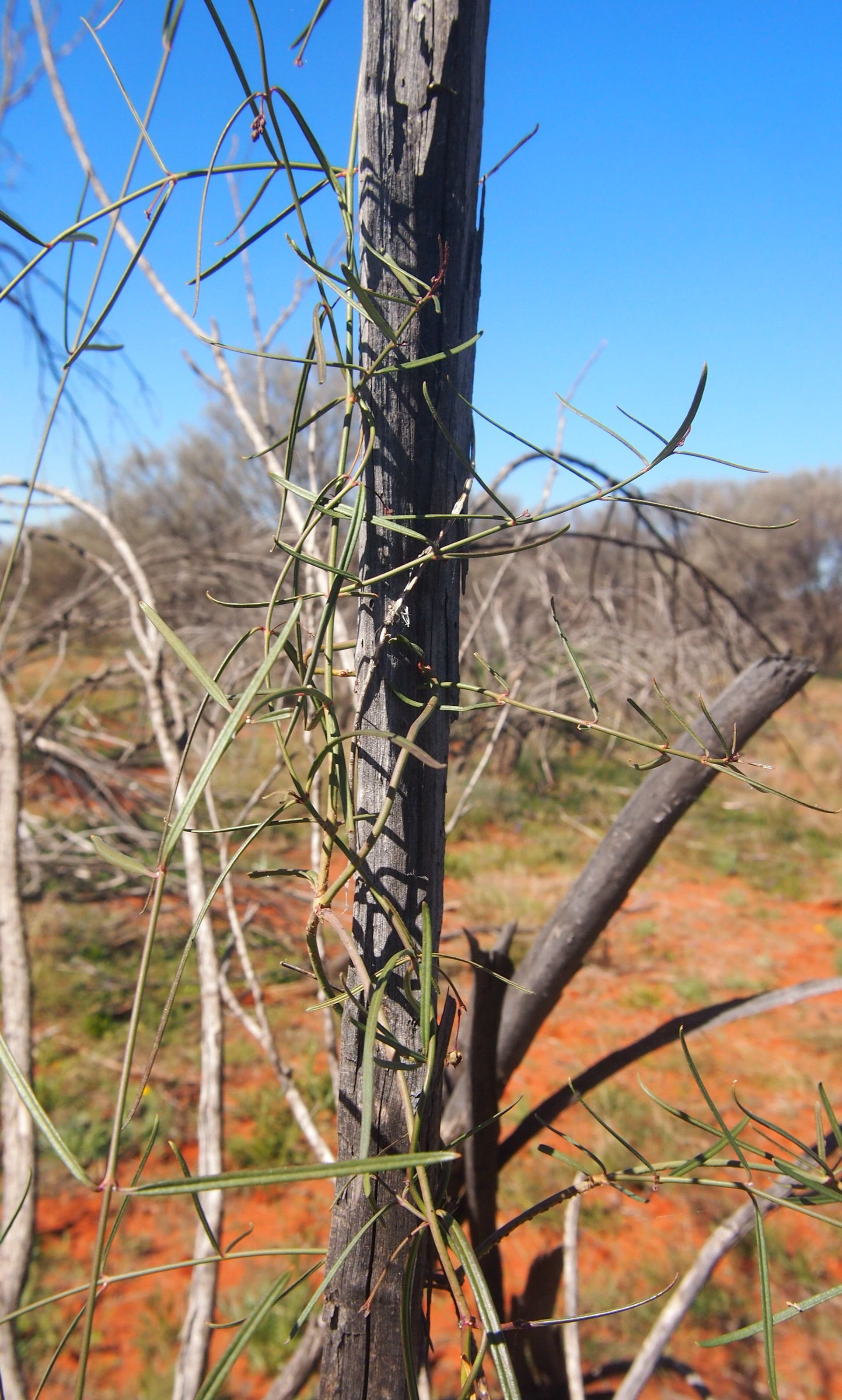
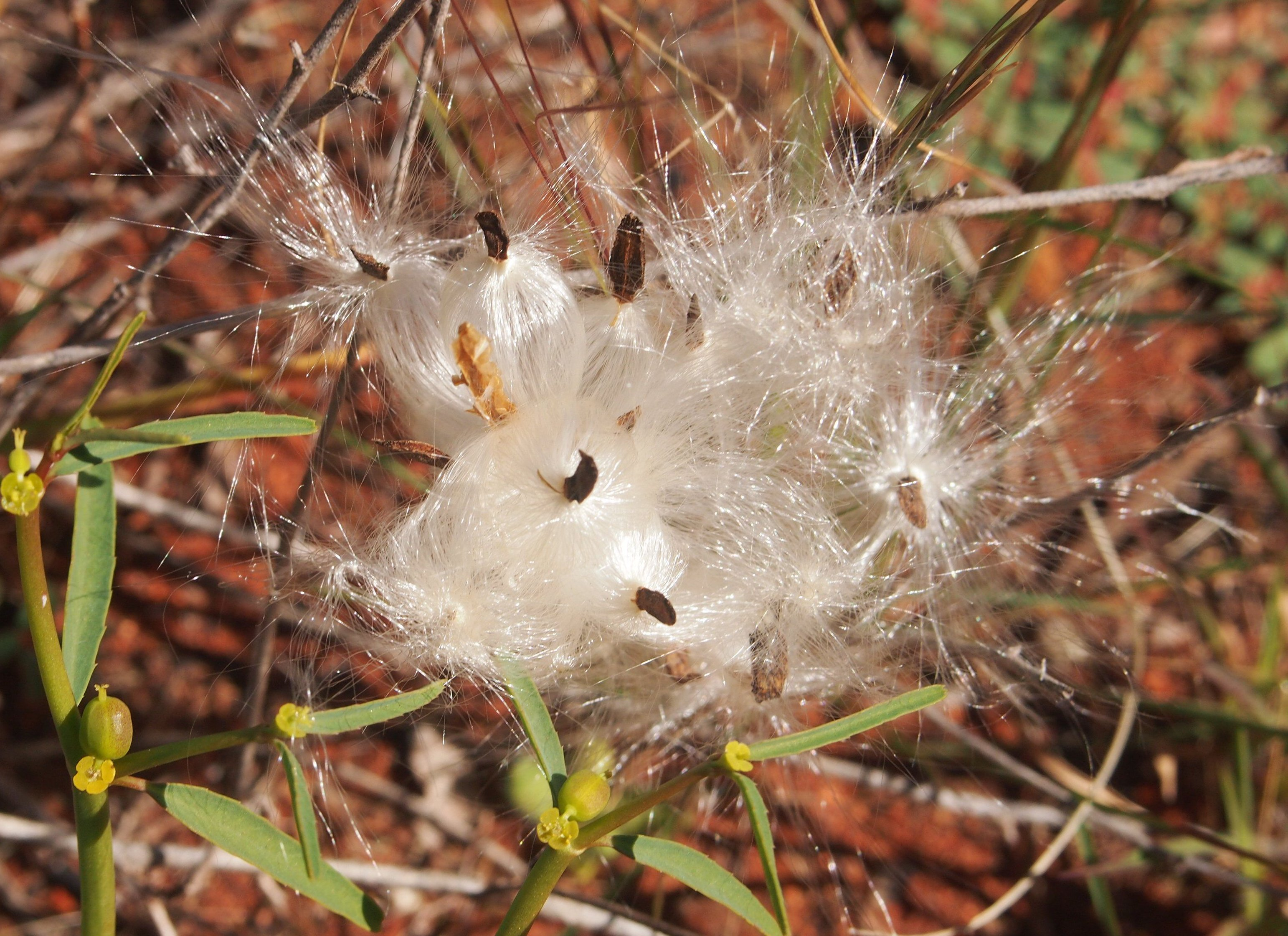